# Stor-Solmokselet
Stor-Solmokselet är en sjö i Piteå kommun i Norrbotten och ingår i Åbyälvens huvudavrinningsområde. Sjön har en area på 0,144 kvadratkilometer och ligger 336,4 meter över havet. Stor-Solmokselet ligger i Åbyälven Natura 2000-område. Sjön avvattnas av vattendraget Åbyälven.

## Delavrinningsområde
Stor-Solmokselet ingår i det delavrinningsområde (727371-170192) som SMHI kallar för Ovan Storbäcken. Medelhöjden är 352 meter över havet och ytan är 5,11 kvadratkilometer. Räknas de 40 avrinningsområdena uppströms in blir den ackumulerade arean 543,23 kvadratkilometer. Avrinningsområdets utflöde Åbyälven mynnar i havet. Avrinningsområdet består mestadels av skog (45 procent). Avrinningsområdet har 0,3 kvadratkilometer vattenytor vilket ger det en sjöprocent på 5,8 procent.